# 小桜 (砲艇)
小桜（こざくら）は、日本海軍の砲艇。正式には雑役船中の交通船に分類された。同型艇「白梅」。

## 概要
1932年（昭和7年）に誕生した満州国は海軍を設立し、松花江と黒龍江の警備用に播磨造船所に4隻の砲艇を注文、播磨造船所はハルピンにドックを持った工場を開設して、日本で建造した船を現地で組み立てた。一方日本海軍は1933年（昭和8年）になり駐満海軍部を新京に、臨時海軍防備隊をハルピンに発足させ、満州国海軍の指導と同方面の警備を行った。そのため日本海軍も播磨造船所に砲艇を2隻注文、建造された。播磨造船所の建造番号は217と218で、両船とも1935年（昭和10年）8月25日にハルピンで竣工した。
船種、船名、所属は同年11月26日に船種：交通船（三十瓲）、船名：「小桜」「白梅」、所属：呉海軍港務部（臨時附属）、共用先：臨時海軍防備隊と定められた。
竣工後の2隻は同方面の警備に従事していたようである。1938年（昭和13年）になり日本海軍は同方面から撤退し、臨時海軍防備隊も廃止となった。その後の2隻の動静は不明であるが、「白梅」は大戦中に廃船、「小桜」は終戦時にまだ在籍していたと言われる。